# 中本賢
中本 賢（なかもと けん、1956年6月5日 - ）は、日本のコメディアン、俳優。東京都台東区浅草出身。愛称及び旧芸名「アパッチけん」。オフィスPSC所属。BS朝日放送番組審議会委員。

## 来歴・人物
石川島工業高等学校卒業。『ぎんざNOW!』の「素人コメディアン道場」で優勝したのがきっかけで、1976年に芸能界入り。
当初はアパッチけん名義で、1975年から1980年までは同じ優勝者仲間の清水アキラ、佐藤金造（現・桜金造）、アゴいさむ（現・あご勇）、鈴木末吉（現・鈴木寿永吉）、小林まさひろとコメディグループ「ザ・ハンダース」のメンバーとして活動。中でも、ものまねを取り入れたコミックソング「ハンダースの想い出の渚」は30万枚を売り上げたヒット曲となり、有線大賞新人賞を受賞。
1990年に本名に戻した。
解散前後あたりから俳優としての活動も行い、テレビドラマ版『幸福の黄色いハンカチ』に出演。これを皮切りに、解散後は松竹映画に多く出演し、特に『釣りバカ日誌』シリーズでのハマちゃんの隣人・太田八郎役としてレギュラー出演したことは広く知られている。
ものまね時代には五木ひろしに顔が似ており、得意のネタにしていた（その後、実際に兄弟役で共演したこともある）。
後にアウトドア番組の出演も増えるようになった。1980年代には、「荒れた大地と格闘しているところが好き。タレントの中で僕が一番モトクロス練習してると思う。」と述べるほどモトクロス競技に熱中していた。ホンダ・CR125とCR80を所有して練習を重ね、国際B級（IB）ライセンスを持つ。
多摩川の近傍に転居した後に、多摩川の再生活動に取り組むようになり、「多摩川塾」と題して少年少女たちに多摩川での川遊びを教えたり、多摩川に棲息する生物たちを観察させるなどの環境保護の活動を続けている。
2008年には川崎市教育委員に任命され、小学校での環境保護の授業も受け持っている。

## 出演

### 映画
- 狂った果実（1981年） - 大杉樹夫 役
- 俺とあいつの物語（1981年） - 葛西国男 役
- 男はつらいよ 花も嵐も寅次郎（1982年） - 測量技師 役
- えきすとら（1982年） - 宮本高志 役
- いとしのラハイナ（1983年） - 主演・岡謙次 役
- ロケーション（1983年） - タケ 役
- 俺ら東京さ行ぐだ（1985年） - スタジオのチーフ 役
- ユー・ガッタ・チャンス（1985年） - 本郷三佐 役
- 男はつらいよ 柴又より愛をこめて（1985年） - 青年 役
- キネマの天地（1986年） - 生田カメラマン 役
- 落葉樹（1986年） - 近所の若者 役
- 愛しのチィパッパ（1986年） - 編集部員・天浜 役
- 泣き虫チャチャ（1987年） - 中本 役
- 街は虹いろ子ども色（1987年） - 村山先生 役
- 青春かけおち篇（1987年）
- 釣りバカ日誌シリーズ（1988年 - 2009年） - 八郎 役
- 丹波哲郎の大霊界2　死んだらおどろいた!!（1990年） - 護送車運転手 役
- ドンマイ（1990年） - とん吉 役
- 息子（1991年） - 板長 役
- Morocco 横浜愚連隊物語 - 野毛の沢田 役
  - Morocco 横浜愚連隊物語（1996年）
  - Morocco 横浜愚連隊物語2（1996年）
- 借王<シャッキング>4（1998年） - 山福証券 山根社長 役
- 鉄道員（ぽっぽや）（1999年） - 飯田 役
- こむぎいろの天使 すがれ追い（1999年）
- man-hole マンホール（2001年） - 村田勝 役
- RAILWAYS 49歳で電車の運転士になった男の物語（2010年） - 西田 役
- ライアの祈り（2015年6月13日） - 仙人の店の店主 役
- 殿、利息でござる!（2016年） - 穀田屋善八 役
- 追憶（2017年） - 田所真理の父
- MIRRORLIAR FILMS Season2「point」（2022年2月18日）[8]

### テレビドラマ
- 続・思えば遠くへ来たもんだ（1981年、TBS）
- 秘密のデカちゃん（1981年、TBS / 大映テレビ） - 北村やすし
- 幸福の黄色いハンカチ（1982年、TBS） - 八田誠 役
- 松本清張の「顔」（1982年9月3日 - 9月24日、TBS） - 野末 役
- 看護婦日記 パートI（1983年、TBS）
- 青い瞳の聖ライフ（1984年、フジテレビ）
- 金曜日の妻たちへII　男たちよ、元気かい?（1984年、TBS）
- 少女に何が起ったか（1985年、TBS）
- 西田敏行の泣いてたまるか 第1話「花嫁のお父ちゃん」（1986年、TBS）
- なんて素敵にジャパネスク（1986年、日本テレビ）
- 空に星があるように（1988年、TBS）
- オトコだろッ!（1988年、フジテレビ）
- 東京ストーリーズ（1989年、『恋の一時間は孤独の千年』
- ゴメンドーかけます（1989年、フジテレビ）
- 都会の森（1990年、TBS）
- いけない女子高物語（1990年、日本テレビ）
- おむこさん（1990年、TBS）
- 月曜ドラマスペシャル（TBS）
  - 「松本清張作家活動40年記念・黒い画集 坂道の家」（1991年）
  - 「バスガイド愛子3」（1995年）
  - 「松本清張特別企画・夜光の階段」（1995年9月） - 岡野正一 役
- 世にも奇妙な物語（フジテレビ）
  - 92年冬の特別編 「穴」（1992年） - 野本 役[9]
- 土曜ワイド劇場（テレビ朝日）
  - 「尼さん探偵事件帖4 美人霊媒師は知っていた!?」（1993年） - 堀井刑事 役
  - 「牟田刑事官事件ファイル27 横浜〜米子連続殺人!」（1999年） - 黒田刑事 役
  - 「ヤメ検の女」（2009年11月） - 沢田警部補 役
  - 「温泉 (秘) 大作戦14 南部鉄器の美人職人と美肌効果の露天風呂!」（2014年8月16日） - 中沢雄三 役
  - 「監察官・羽生宗一2 毒ハブと呼ばれる男!!刑事殺しに疑惑あり!?」（2014年11月1日） - 南原忠雄 役
- 大河ドラマ（NHK）
  - 炎立つ第二部（1993年） - 小矢太 役
  - 八代将軍吉宗（1995年） - 巨勢由利 役
- ママに宿題（1995年、TBS）
- はぐれ刑事純情派
  - （1994年） - 森川克彦
  - （2000年） - 谷村克己
- 火曜サスペンス劇場（日本テレビ）
  - 「監察医・室生亜季子10 顔の無い白骨死体」（1991年） - 吉田誠 役
  - 「女弁護士 高林鮎子19 寝台特急 北斗星の女」（1996年） - 水木淳也 役
  - 「刑事」（1997年2月） - 猿橋吾郎 役
  - 「故郷」（1997年12月9日、日本テレビ） - 松田正一 役
  - 「逃げる女」（1999年1月5日）  - 志賀敏男 役
  - 「検事・霞夕子19 犬を飼う女」（2002年） - 星合勘一 役
  - 「街の医者・神山治郎3 乳房喪失」（2002年5月14日） - 平田五郎（魚屋） 役
- ドラマ新銀河（NHK）
  - おんなは全力疾走!（1997年） - 桜井恵介 役
- 金曜エンタテイメント（フジテレビ）
  - 「熱血ド演歌分校先生の事件通信簿 熱血!イノシシ先生の事件通信簿」（1998年） - 猪沢次郎丸 役
- マイフェアボーイ（2007年、TBS） - 岡崎和彦 役
- 陽炎の辻〜居眠り磐音 江戸双紙〜 シリーズ（2007年〜、NHK） - 磯次 役
- 7人の女弁護士 第7話（2008年、テレビ朝日） - 光橋友廣 役
- 相棒シリーズ（テレビ朝日）
  - 元旦スペシャル season 7 第10話「ノアの方舟〜聖夜の大停電は殺人招待状!狙われた法務大臣・次の標的は豪華客船?」（2009年1月1日） - 野上昶 役
  - season18 第19話「突破口」（2020年3月11日） - 山野稔 役
- 水曜ミステリー9（テレビ東京）
  - 「芸者小春姐さん奮闘記6」（2009年7月8日） - 園部刑事 役
  - 「湯けむりドクター華岡万里子の温泉事件簿5」（2011年12月28日） - 永井茂 役
- 松本清張ドラマスペシャル「顔」（2009年12月29日、NHK） - 杉本 役
- 浅見光彦〜最終章〜 第3話（2009年11月4日、TBS）
- 経済ドキュメンタリードラマ ルビコンの決断（2010年4月22日、テレビ東京）
- 連続テレビ小説・ゲゲゲの女房（2010年4月、NHK）
- 月曜ゴールデン→月曜名作劇場（TBS）
  - 「釣り刑事シリーズ」（2010年9月6日 - ） - 稲田隆蔵 役
  - 「税務調査官・窓際太郎の事件簿21」（2010年11月1日） - 石塚幹夫 役
  - 「美食カメラマン　星井裕の事件簿2〜京都 源氏物語 華の道の殺人〜」（2011年4月25日） - 辰巳健夫 役
  - 「上条麗子の事件推理10」（2012年10月29日） - 水谷伸夫 役
  - 「十津川警部シリーズ50 消えたタンカー」（2013年9月9日） - 鈴木晋吉 役
  - 「捜査指揮官 水城さや3」（2015年5月25日） - 森内義一 役
  - 「警視庁機動捜査隊216VII」（2017年6月5日） - 加納達也 役
- 農ドル!（2010年9月23日、NHK） - 荒木正 役
- 戦国疾風伝 二人の軍師 秀吉に天下を獲らせた男たち　（2011年1月2日　テレビ東京新春ワイド時代劇） - 豊臣秀長 役
- 水戸黄門 第43部 第13話「冴えない男の恩返し -松坂-」（2011年10月17日、TBS） - 源助 役
- 鬼平外伝 熊五郎の顔（2012年、時代劇専門チャンネル） - 丑寅 役
- テレビ朝日開局55周年記念番組「オリンピックの身代金」（2013年11月30日・12月1日、テレビ朝日） - 森拓朗 役
- 福家警部補の挨拶（2014年1月 - 3月、フジテレビ） - 田所勉 役
- 限界集落株式会社（2015年1月 - 2月、NHK） - 田畑恒夫 役
- プラチナエイジ（2015年3月 - 5月、東海テレビ） - 岩村吾郎 役
- 下町ロケット（2015年10月 - 12月、TBS） - 津野薫 役
  - 2018年度版（2018年10月 - 12月）
- 釣りバカ日誌〜新入社員 浜崎伝助〜 第2話（2015年10月30日、テレビ東京） - 村井 役
- 伝七捕物帳 最終話（2016年9月9日、NHK BSプレミアム） - 仲井長七郎 役
- 運命に、似た恋（2016年9月 - 11月、NHK総合） - 川野店長 役
- 水戸黄門 第1シリーズ 第2話「想い繋いだ左馬茶碗 -浪江-」（2017年10月11日、BS-TBS） - 沼田帯刀 役
- 大岡越前4 第2話（2018年1月19日、NHK BSプレミアム） - 神崎五郎次 役
- 荒神（2018年2月17日、NHK BSプレミアム） - 茂左衛門 役[10]
- 執事 西園寺の名推理2 第2話「遊園地爆破に潜む罠」（2019年5月3日、テレビ東京） - 新田明久 役
- インハンド 第10話「驚異の致死率100％新型エボラ襲来…村を全面封鎖!!」（2019年6月14日、TBS） - 杉山実喜男 役
- ランウェイ24 第5話（2019年8月17日、テレビ朝日 / 2019年8月18日、朝日放送） - 谷崎正幸 役
- 日曜プライム 庶務行員 多加賀主水が許さない4（2020年2月16日、テレビ朝日） - 大谷万吉 役
- 日本統一 北海道編（2022年、UHB北海道文化放送） - 小池（漁師） 役
- さすらい署長 風間昭平 スペシャル 富士山河口湖殺人事件（2023年4月24日、テレビ東京） - 住田誠一 役[11]
- それぞれの孤独のグルメ 第2話（2024年10月12日、テレビ東京） - みたけ食堂・大将 役

### テレビ番組
- Let's ドン・キホーテ（1990年10月 - 2003年3月、名古屋テレビ）
- ニュースステーション 中本賢の多摩川日誌（1999年、テレビ朝日）
- 釣りバカ日誌紀行 （2001年、衛星劇場）
- 趣味悠々 名シェフ直伝のアウトドア料理 ひと味違う!ダッチオーブン入門（2008年6月 - 7月、NHK Eテレ）
- キッセイ薬品スペシャル （2009年、2011年、長野朝日放送）
- とうほく元気です!TV（2012年4月7日 - 2013年3月30日、東日本放送・ANN東北6局ブロックネット） - 司会
- 新にほん風景遺産（2015年4月 - 、BS朝日） - 旅人
- うさぎの耳 恐竜の脚～細密画家 浩而魅諭の世界（2024年3月16日、NHK北海道） - ナレーション

### ラジオ
- 中本賢のヨコハマガサガサ探検隊（2003年3月 - 2008年9月 RFラジオ日本）

### CM
- ハウス食品
- ホテイフーズ

## 著書
- 『くもりのちハーレー』1986年、翼書院、ISBN 4-924475-20-3
- 『男はいつでも半ズボン―アウトドアお父さん奮戦記』1993年、実業之日本社、ISBN 4408610763
- 『中本賢の親子のアウトドア』1994年、ぶんか社、〈入門以前シリーズ〉、ISBN 4821104903
- 『Let's ドン・キホーテ　自然はみんなの感動地帯』1994年、七賢出版、ISBN 4883041638[12]
- 『ガサガサ：多摩川自然遊び』1999年、婦人画報社、ISBN 4-573-21048-2
- 『ガサガサ探検隊。』2002年、つり人社、ISBN 4-88536-498-1

## 親族
- 出羽錦忠雄（大相撲元関脇・年寄田子ノ浦・相撲解説者）：妻の父